# Белалькасар (Колумбия)
Белалькасар (исп. Belalcázar) — город и муниципалитет в центральной части Колумбии, на территории департамента Кальдас. Входит в состав Нижне-Западного субрегиона.

## История
Поселение, из которого позднее вырос город, было основано в 1888 году. Муниципалитет Белалькасар был выделен в отдельную административную единицу в 1911 году.

## Географическое положение

Муниципалитет Белалькасар

Город расположен в юго-западной части департамента, в пределах горной местности Центральной Кордильеры, к западу от реки Кауки, на расстоянии приблизительно 32 километров к западо-юго-западу от города Манисалес, административного центра департамента. Абсолютная высота — 1591 метр над уровнем моря.
Муниципалитет Белалькасар граничит на западе с территорией муниципалитета Витербо, на северо-западе — с муниципалитетом Сан-Хосе, на северо-востоке — с муниципалитетами Рисаральда и Чинчина, на востоке и юге — с территорией департамента Рисаральда. Площадь муниципалитета составляет 114,3 км².

## Население
По данным Национального административного департамента статистики Колумбии, совокупная численность населения города и муниципалитета в 2024 году составляла 10 950 человека.
Динамика численности населения муниципалитета по годам:
| 2005   | 2010   | 2015   | 2020   | 2021   | 2022   | 2023   | 2024   |
| ------ | ------ | ------ | ------ | ------ | ------ | ------ | ------ |
| 11 872 | 11 367 | 10 863 | 10 761 | 10 775 | 10 837 | 10 894 | 10 950 |

Согласно данным переписи 2005 года мужчины составляли 52,9 % от населения Белалькасара, женщины — соответственно 47,1 %. В расовом отношении белые и метисы составляли 71 % от населения города; негры и мулаты — 23,2 %; индейцы — 5,8 %.

## Экономика
45,9 % от общего числа городских и муниципальных предприятий составляют предприятия торговой сферы, 35,6 % — предприятия сферы обслуживания, 9,8 % — промышленные предприятия, 8,7 % — предприятия иных отраслей экономики.